# Niklas Dyrhaug
Niklas Dyrhaug (6 juli 1987) is een Noorse langlaufer. Hij vertegenwoordigde zijn vaderland op de Olympische Winterspelen 2018 in Pyeongchang.

## Carrière
Dyrhaug maakte zijn wereldbekerdebuut in november 2009 in Beitostølen. In februari 2011 scoorde hij in Drammen zijn eerste wereldbekerpunten. In januari 2012 behaalde de Noor in Val di Fiemme zijn eerste toptienklassering in een wereldbekerwedstrijd. Op de wereldkampioenschappen langlaufen 2015 in Falun eindigde Dyrhaug als zevende op de 30 kilometer skiatlon en als dertiende op de 50 kilometer klassiek. Samen met Didrik Tønseth, Anders Gløersen en Petter Northug werd hij wereldkampioen op de estafette. Op 29 november 2015 boekte de Noor in Kuusamo zijn eerste wereldbekerzege. In Lahti nam hij deel aan de wereldkampioenschappen langlaufen 2017. Op dit toernooi veroverde hij de bronzen medaille op de 15 kilometer klassieke stijl. Op de estafette prolongeerde hij samen met Didrik Tønseth, Martin Johnsrud Sundby en Finn Hågen Krogh de wereldtitel. Tijdens de Olympische Winterspelen van 2018 in Pyeongchang eindigde de Noor als dertiende op de 50 kilometer klassieke stijl.

## Resultaten

### Olympische Winterspelen
| Jaar | Plaats      | Resultaten                |
| ---- | ----------- | ------------------------- |
| 2018 | Pyeongchang | 13e 50 km klassieke stijl |

### Wereldkampioenschappen
| Jaar | Plaats | Resultaten                                                        |
| ---- | ------ | ----------------------------------------------------------------- |
| 2015 | Falun  | 7e 30 km skiatlon · 13e 50 km klassieke stijl · 4x10 km estafette |
| 2017 | Lahti  | 15 km klassieke stijl · 4x10 km estafette                         |

### Wereldbeker
Eindklasseringen
| Seizoen   | Algm | DI    | SP  | TdS |
| --------- | ---- | ----- | --- | --- |
| 2010/2011 | 140e | 88e   | -   | -   |
| 2011/2012 | 16e  | 16e   | 74e | 16e |
| 2012/2013 | 105e | 67e   | -   | DNF |
| 2013/2014 | 52e  | 48e   | -   | 16e |
| 2014/2015 | 7e   | 6e    | 74e | 7e  |
| 2015/2016 | 6e   | Brons | 41e | 8e  |
| 2016/2017 | 8e   | 5e    | 56e | 10e |
| 2017/2018 | 25e  | 25e   | -   | 12e |
| 2019/2020 | 115e | 68e   | -   | -   |

Wereldbekerzeges
| Nr. | Datum            | Plaats  | Onderdeel                          |
| --- | ---------------- | ------- | ---------------------------------- |
| 1.  | 29 november 2015 | Kuusamo | 15 klassieke stijl (handicapstart) |

### Marathons
Ski Classics Challenger zeges
| Nr. | Datum            | Plaats  | Marathon             | Onderdeel                      |
| --- | ---------------- | ------- | -------------------- | ------------------------------ |
| 1.  | 22 februari 2020 | Hayward | American Birkebeiner | 50 km vrije stijl (massastart) |